# Вергари Алти (Ређо Емилија)
Вергари Алти је насеље у Италији у округу Ређо Емилија, региону Емилија-Ромања.
Према процени из 2011. у насељу је живело 91 становника. Насеље се налази на надморској висини од 19 м.